# Kanton Ivry-sur-Seine-Ouest
Der Kanton Ivry-sur-Seine-Ouest war von 1967 bis 2015 ein französischer Wahlkreis im Arrondissement Créteil, im Département Val-de-Marne und in der Region Île-de-France. Er bestand aus einem Teil der Stadt Ivry-sur-Seine.

## Geschichte
Der Kanton Ivry-sur-Seine-Ouest wurde durch das Dekret vom 20. Juli 1967 durch Aufteilung des alten Kantons Ivry-sur-Seine bei der Einrichtung des Departements Val-de-Marne geschaffen. Wie sein Name schon sagt, umfasst er den westlichen Teil der Gemeinde Ivry-sur-Seine.
Der Kanton wurde durch das Dekret vom 20. Januar 1976 geändert, indem ein Teil der Gemeinde Villejuif aufgenommen wurde.

## Bevölkerungsentwicklung
| 1990   | 1999   | 2010   | 2012   |
| ------ | ------ | ------ | ------ |
| 27.940 | 26.246 | 28.208 | 29.331 |